# Минстер (регион)
Минстер је један од пет административних региона (Regierungsbezirk) у северном делу немачке државе Северна Рајна-Вестфалија. Покрива углавном руралне области Минстерланда (Münsterland).
Историја овог административног региона датира из 1815. године, када је један од првих 25 административних региона (Regierungsbezirke) формиран као један од субдивизија пруских провинција. Последња реорганизација дистрикта је спроведена 1975. године, када је број дистриката смањен са 10 на 5, а број слободних градова са шет на три.
| Дистрикти                                                         | Независни градови ()                        |
| ----------------------------------------------------------------- | ------------------------------------------- |
| 1. Боркен 2. Коестфелд 3. Реклингхаузен 4. Штајнфурт 5. Варендорф | 1. Ботроп 2. Гелзенкирхен 3. Минстер (град) |